# Hanna Heilborn
Hanna Heilborn, född 22 september 1968 i Guldsmedshyttan i Örebro län, är en svensk filmare, manusförfattare och dramaturg.
Heilborn har studerat vid RMI-Berghs där hon studerade copywriting 1989–1990, vid New York Film School 1994 och vid Dramatiska institutet  där hon gick manuslinjen 1994–1998.
Hon är kanske mest känd för sin och kollegan David Aronowitschs trilogi med dokumentärfilmer, bestående av titlarna Gömd (2002), Slavar (2009) och Sharaf (2012). Gömd var nominerad till en Guldbagge i kategorin Bästa dokumentärfilm på Guldbaggegalan 2003. Heilborn är även regissör till dokumentärfilmen Rosornas by, som har premiär den 14 april 2023.
Heilborn är delägare av produktionsbolaget Story och hon arbetar även som lektor vid Konstfack i Stockholm. Hon är uppvuxen och bosatt i Stockholm.

## Utmärkelser
- 2011 – BUFF-priset med David Aronowitsch[4]
- 2011 – Mai Zetterling-stipendiet med David Aronowitsch[4]